# Nordea Masters 2013
De Nordea Masters van 2013 worden gespeeld van 30 mei - 2 juni op de Bro Hof Slott Golf Club in Zweden. 
Het prijzengeld voor 2013 is € 1.500.000. Titelhouder is Lee Westwood, die het ook in 1996 en 2000 won. Hij is niet aanwezig om zijn titel te verdedigen.

## Verslag
De par van de baan is 72. Er zijn 156 deelnemers.

### Ronde 1
De 20-jarige Matteo Manassero, onlangs de jongste winnaar van het Brits PGA Kampioenschap en sindsdien nummer 1 van de Race To Dubai, startte ronde 1 om 8 uur op hole 10. Hij begon de ronde met zes birdies en ging aan de leiding. Pablo Larrazábal startte twintig minuten later ook op hole 10, en kwam op zijn 14de hole (hole 6) ook op -6. Joost Luiten maakte een mooie ronde van 68 en eindigde op de 8ste plaats. Robert-Jan Derksen en Maarten Lafeber waren minder succesvol.

Jamie Donaldson en Simon Wakefield waren de enige twee spelers met een bogeyvrije ronde. Ze eindigden met -5 op de 3de plaats, die zij moesten delen met Fredrik Andersson Hed, Chris Lloyd en Alexander Norén.

### Ronde 2

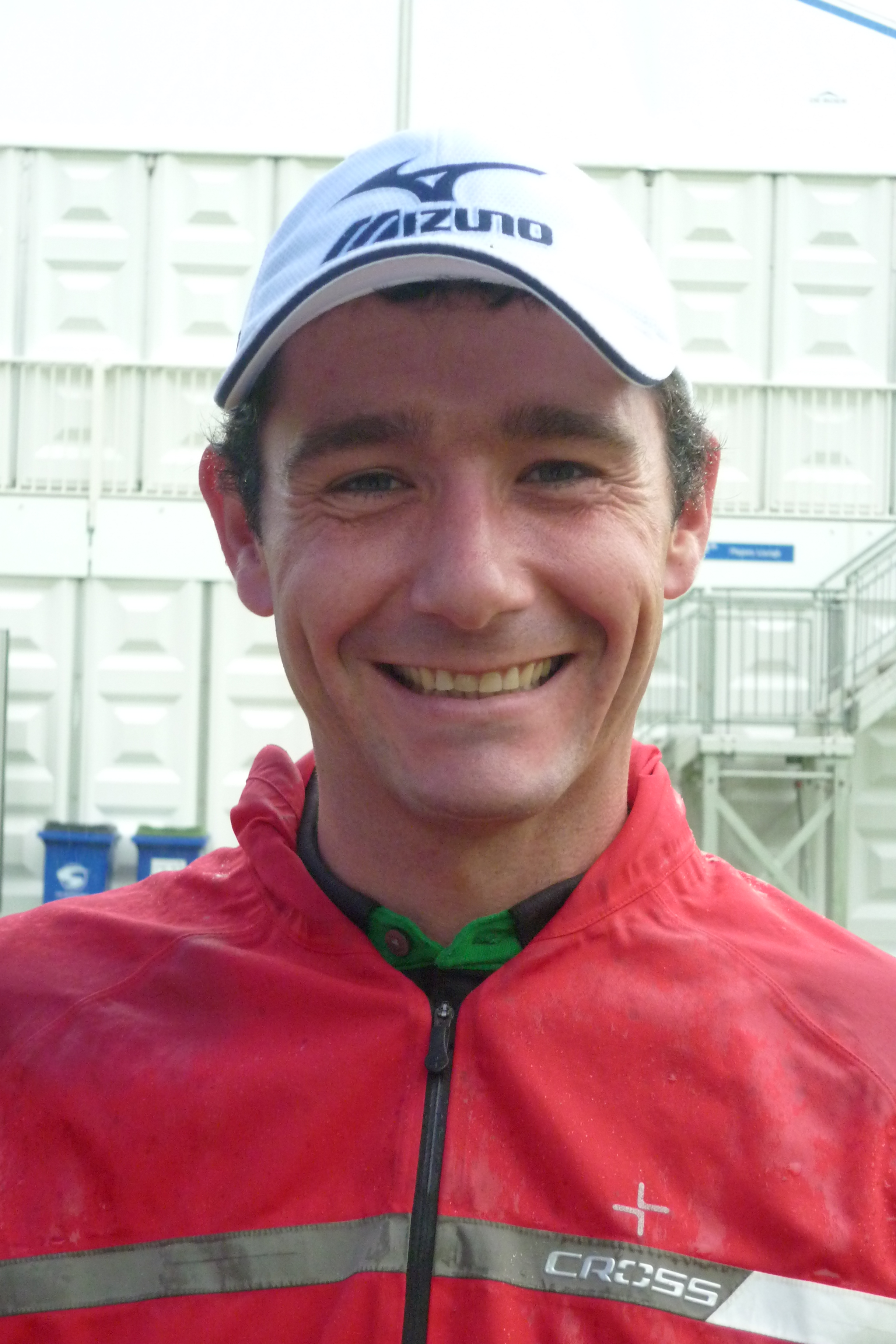
Whiteford scoorde -9

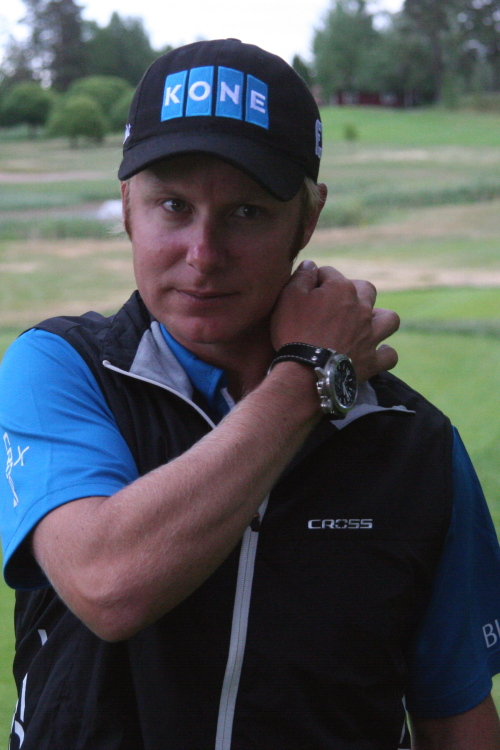
Ilonen scoorde -9

Voor het eerst in weken was het een hele dag mooi weer, hetgeen ertoe leidde dat ongeveer de helft van de spelers onder par speelde. Het meest opzienbarend was de ronde van Peter Whiteford; hij eindigde de laatste zeven holes met een par, vijf birdies en een eagle voor een totaal van 63 en een voorlopige eerste  plaats. Toen hij klaar was, moesten Larrazábal en Manassero nog starten.

Mikko Ilonen maakte een score van 63, negen birdies, en werd nummer 2. Jonas Blixt, die sinds 2012 op de Amerikaanse PGA Tour speelt, maakte zes birdies en steeg naar de 5de plaats.

De 27-jarige Andrew Dodt startte op hole 10 en maakte een hole-in-one op hole 11, een par 3 van 160 meter. Op zijn 16de holes (hole 7) maakte hij weer een hole-in-one. Volgens Golf Channel is hij de eerste pro die twee holes-in-one maakte sinds Yusaku Miyazato dat deed in 2006 tijdens het Reno-Tahoe Open. Toch moest Dodt een birdie op zijn laatste hole maken om de cut te halen, hetgeen lukte.

Derksen en Lafeber sloegen vroeg af en misten ruimschoots de cut. Joost Luiten speelde 's middags; hij scoorde 67 en steeg naar de 4de plaats. 

### Ronde 3
Alexander Norén en Bernd Wiesberger brachten een mooie score van 64 binnen en voor Norénm die dit toernooi in 2011 won en natuurlijk de lokale favoriet is, was dat goed genoeg om naar de tweede plaats te stijgen. Manassero eindigde met een dubbel-bogey en zakte terug naar de 3de plaats. Mikko Ilonen maakte weer en mooie score en kwam op een totaalscore van -18. Luiten heeft een goede kans zijn derde top-10 plaats van dit seizoen te veroveren.

### Ronde 4
Mikko Ilonen speelde een degelijke laatste ronde en won het toernooi, net als in 2007. Jonas Blixt had drie slagen meer nodig en eindigde op de 2de plaats. 

José María Olazabal maakte een hole-in-one op hole 16, een par 3 van 194 meter. 
- Scores

| Naam               | Score R1 | Score R1 | Nr   | Score R2 | Score R2 | Totaal | Nr  | Score R3 | Score R3 | Totaal | Nr  | Score R4 | Score R4 | Totaal | Nr  |
| ------------------ | -------- | -------- | ---- | -------- | -------- | ------ | --- | -------- | -------- | ------ | --- | -------- | -------- | ------ | --- |
| Mikko Ilonen       | 70       | -2       | T23  | 63       | -9       | -11    | 2   | 65       | -7       | -18    | 1   | 69       | -3       | -21    | 1   |
| Jonas Blixt        | 70       | -2       | T23  | 66       | -6       | -8     | T   | 66       | -6       | -14    | T3  | 68       | -4       | -18    | 2   |
| Bernd Wiesberger   | 69       | -3       | T    | 72       | par      | -3     | T   | 64       | -8       | -11    | T   | 66       | -6       | -17    | 3   |
| Alexander Norén    | 67       | -5       | T3   | 69       | -3       | -8     | T5  | 64       | -8       | -16    | T2  | 72       | par      | -16    | T4  |
| Matteo Manassero   | 66       | -6       | T1   | 65       | -7       | -13    | 1   | 71       | -1       | -14    | T3  | 70       | -2       | -16    | T4  |
| Joost Luiten       | 68       | -4       | T8   | 67       | -5       | -9     | 4   | 70       | -2       | -11    | T6  | 70       | -2       | -13    | T11 |
| Jamie Donaldson    | 67       | -5       | T3   | 70       | -2       | -7     | T8  | 72       | par      | -7     | T18 | 66       | -6       | -13    | T11 |
| Pablo Larrazábal   | 66       | -6       | T1   | 70       | -2       | -8     | T5  | 70       | -2       | -10    | T9  | 70       | -2       | -12    | T14 |
| Peter Whiteford    | 71       | -1       | T41  | 63       | -9       | -10    | 3   | 73       | +1       | -9     | T11 | 69       | -3       | -12    | T14 |
| Simon Wakefield    | 67       | -5       | T3   | 73       | +1       | -4     | T27 | 72       | par      | -4     | T44 | 69       | -3       | -7     | T37 |
| Robert-Jan Derksen | 76       | +4       | T127 | 70       | -2       | +2     | MC  |          |          |        |     |          |          |        |     |
| Maarten Lafeber    | 75       | +3       | T118 | 79       | +7       | +10    | MC  |          |          |        |     |          |          |        |     |

| Leider |  | Toernooirecord |  | MC = missed cut = cut gemist |  | DQ = disqualified |

## Spelers
| - Felipe Aguilar - Thomas Aiken - Fredrik Andersson Hed - Kiradech Aphibarnrat - Scott Arnold - Matthew Baldwin - Seve Benson - Thomas Bjørn - Richard Bland - Grégory Bourdy - Kristoffer Broberg - Rafa Cabrera Bello - Michael Campbell - Jorge Campillo - Alejandro Cañizares - Magnus A. Carlsson - Paul Casey - Christian Cévaër - S.S.P Chowrasia - Darren Clarke - Robert Coles - Rhys Davies - Eduardo de la Riva - Carlos Del Moral - Matteo Delpodio - Robert-Jan Derksen - Chris Doak - Andrew Dodt - Jamie Donaldson - David Drysdale - Simon Dyson - Johan Edfors - Peter Erofejeff - Niclas Fasth - Darren Fichardt - Richard Finch - Oliver Fisher - Ross Fisher - Tommy Fleetwood - Mark Foster - Lorenzo Gagli | - Ignacio Garrido - Daniel Gaunt - Jean-Baptiste Gonnet - Ricardo Gonzalez - Estanislao Goya - Richard Green - Emiliano Grillo - Anders Hansen - JB Hansen - Soren Hansen - Peter Hanson - Andreas Hartø - Grégory Havret - Scott Henry - David Higgins - Michael Hoey - Keith Horne - David Horsey - David Howell - Raphaël Jacquelin - Thongchai Jaidee - Scott Jamieson - Lasse Jensen - Miguel Angel Jiménez - Alexandre Kaleka - Simon Khan - Maximilian Kieffer - Søren Kjeldsen - Espen Kofstad - Jbe' Kruger - Maarten Lafeber - Moritz Lampert - José Manuel Lara - Pablo Larrazábal - Paul Lawrie - Peter Lawrie - Craig Lee - Tom Lewis - Thomas Levet - Wen-chong Liang - Gary Lockerbie | - Shane Lowry - Joost Luiten - Mikael Lundberg - Matteo Manassero - Gareth Maybin - Richard McEvoy - Damien McGrane - Prom Meesawat - Edoardo Molinari - Francesco Molinari - James Morrison - Garth Mulroy - Matthew Nixon - Alexander Norén (2011) - José María Olazabal - Gary Orr - Hennie Otto - Chris Paisley - John Parry - Eddie Pepperell - Phillip Price - Julien Quesne - Alvaro Quiros - Richie Ramsay - Brett Rumford - Ricardo Santos - Jeev Milkha Singh - Joel Sjöholm - Lee Slattery - Matthew Southgate - Graeme Storm - Andy Sullivan - Alessandro Tadini - Dawie Van der Walt - Tjaart Van der Walt - Simon Wakefield - Justin Walters - Paul Waring - Romain Wattel - Steve Webster - Peter Whiteford | - Martin Wiegele - Bernd Wiesberger - Danny Willett - Chris Wood - Fabrizio Zanotti Voormalige winnaars - Richard S Johnson (2010) - Ricardo Gonzalez (2009) - Mikko Ilonen (2007) - Marc Warren (2006) - Joakim Haeggman (1997) Invitaties - Jon Curran - Alan Dunbar - Peter Hedblom - Jarmo Sandelin - Pablo Martín Benavides - Rikard Karlberg - Robert S Karlsson - Jesper Kennegard Nationale/regionale rangorde - Jonas Blixt - Daniel Bredberg - Niklas Bruzelius - Mathias Grönberg - Peter Gustafsson - Niklas Lemke - Henrik Norlander - Robin Wingardh Amateurs - Adam Andreasson WAGR 5827 - Tobias Eden WAGR 241 - Hampus Bergman WAGR 595 - Bjorn Hellgren WAGR 1550 - Viktor Edin WAGR 5464 - Victor Tarnström WAGR 185 |

Amateurs:
- Adam Andreasson (1992)komt uit Göteborg en studeert aan de Northwood University in West Palm Beach [dode link]. Hij is lid van de Albatross GK.
- Hampus Bergman (1994)
- Tobias Eden (1995)
- Viktor Edin (1993) is lid van de Bro-Bålsta GK
- Bjorn Hellgren (1990) studeert aan de Floridan State University en speelt college golf voor de Seminoles [dode link].
- Victor Tarnströmwas (1994) was de beste amateur in de Landskrona Masters 2013.